# Phaeoura mexicanaria
Phaeoura mexicanaria là một loài bướm đêm trong họ Geometridae.